# 광저우시
광저우(중국어 간체자: 广州, 정체자: 廣州, 병음: Guǎngzhōu, 광둥어: Gwong2 zau1, 영어: Guangzhou, Canton), 광주)는 중화인민공화국 남부 광둥 성의 성도이자, 화난 지역의 전체의 행정 중심 지역이고, 부성급시로서 성에 준하는 권한을 가지고 있다.
광저우(廣州)의 면적은 7,434km2이고, 인구는 약 1,881만 명이다. 베이징과 상하이에 이어 중국 제3의 대도시이다. 직할시인 톈진이 있지만 도시인구도 이미 광저우가 앞질렀고 자체 도시권의 규모도 광저우가 훨씬 크다. 광저우의 별칭으로는 "양성(羊城)", "화성(花城)", "수성(穗城)" 등이 있다. 가까운 도시는 선전, 홍콩, 포산, 자오칭, 둥관, 칭위안, 장먼, 중산, 주하이, 마카오가 있다.

## 역사
고대에는 백월(百越)의 땅이었다. 진의 시황제가 중국을 통일하고 기원전 214년 현재의 광저우에 남해군 번우현(番禺縣)을 설치한 것이 시초가 된다. 진제국의 붕괴 후 한족 관료 조타(趙佗)가 남월국(南越國)을 세워 독립하였으나, 전한의 무제에게 멸망했다. 한대에는 교주(交州)에 속하여 3국 중 오가 광주를 교주에서 나누어 통치하였다. 고대로부터 중국 남해무역의 중심지로서 발전하였는데, 당대에는 다수의 이슬람교도와 유대인이 거래를 위하여 들어 왔다. 오대십국시대에 광주는 남한(南漢)왕국의 수도가 된다. 해금정책을 취한 명대에도 광저우는 남해제국의 조공선 입항지가 되었고, 청대에는 광주만을 대외개방하여 구미제국과 광동무역을 했다.
1841년 아편전쟁 때는 잠깐 영국군이 점령했고 1911년에는 쑨원이 광저우봉기를 일으켜 신해혁명의 시발점이 된다. 위안스카이가 죽은 뒤 쑨원은 1921년 위에시우산 남쪽 기슭에서 중화민국 대통령이 되어 광저우를 중화민국의 임시수도로 정했다. 1924년에는 군벌할거의 중국을 통일하기 위하여 국공합작을 행하여 황푸군관학교를 세워서 장제스가 교장이 되고 저우언라이가 정치부주임을 맡았다. 이 때에 마오쩌둥도 농민운동강습회를 광저우에서 열었다.
1925년 쑨원이 죽은 뒤 장제스의 국민당은 공산당과 갈라졌고 1927년 공산당은 광주코뮨을 세웠으나 곧바로 국민당군의 침공을 받았다. 장제스는 1928년에 수도를 난징으로 옮겼다.
중화인민공화국이 세워진 뒤에도 홍콩에 가까운 광저우는 중국의 대외무역항 역할을 하며 해마다 봄, 가을에는 광저우교역회(Canton Fair)를 열었다. 1979년 덩샤오핑이 대외경제개방정책을 취하자 선전, 주하이 등의 경제특구를 두게 된 광저우는 경제적으로 빠르게 발전하였다. 그러나 다수의 인구가 농촌에서 몰려 들어 사회문제도 심각하다.

## 지리
광저우는 주강 삼각지 지역의 북부, 서강, 북강, 동강의 합류지역에 위치하는 항만도시이다. 옆 도시로는 포산(佛山), 장먼(江门), 자오칭(肇庆), 사오관(韶关), 산터우(汕头), 마오밍(茂名), 하이커우(海口) 등과 신흥무역항인 잔장(湛江)이 있다.

### 기후
중국의 기후 구분에 따르면 남 아열대 해양성 계절풍 기후이며, 연평균 기온은 섭씨 22.8도, 최고 월간 평균 기온은 섭씨 28.6 - 29.3도이다. 연평균 강수량은 1736.1mm이며, 연간 일조 시간은 1,218시간에서 1,826 시간이다.
| 광저우시의 기후                                               | 광저우시의 기후 | 광저우시의 기후 | 광저우시의 기후 | 광저우시의 기후 | 광저우시의 기후 | 광저우시의 기후 | 광저우시의 기후 | 광저우시의 기후 | 광저우시의 기후 | 광저우시의 기후 | 광저우시의 기후 | 광저우시의 기후 | 광저우시의 기후 |
| 월                                                            | 1월             | 2월             | 3월             | 4월             | 5월             | 6월             | 7월             | 8월             | 9월             | 10월            | 11월            | 12월            | 연간            |
| ------------------------------------------------------------- | --------------- | --------------- | --------------- | --------------- | --------------- | --------------- | --------------- | --------------- | --------------- | --------------- | --------------- | --------------- | --------------- |
| 역대 최고 기온 °C (°F)                                        | 28.4 (83.1)     | 29.4 (84.9)     | 32.1 (89.8)     | 33.3 (91.9)     | 39.4 (102.9)    | 38.9 (102.0)    | 39.1 (102.4)    | 38.3 (100.9)    | 37.6 (99.7)     | 36.2 (97.2)     | 33.4 (92.1)     | 29.6 (85.3)     | 39.4 (102.9)    |
| 일평균 최고 기온 °C (°F)                                      | 18.7 (65.7)     | 20.0 (68.0)     | 22.3 (72.1)     | 26.4 (79.5)     | 30.0 (86.0)     | 32.0 (89.6)     | 33.3 (91.9)     | 33.2 (91.8)     | 32.0 (89.6)     | 29.3 (84.7)     | 25.3 (77.5)     | 20.7 (69.3)     | 26.9 (80.5)     |
| 일일 평균 기온 °C (°F)                                        | 13.8 (56.8)     | 15.5 (59.9)     | 18.3 (64.9)     | 22.5 (72.5)     | 26.0 (78.8)     | 27.9 (82.2)     | 28.9 (84.0)     | 28.6 (83.5)     | 27.4 (81.3)     | 24.4 (75.9)     | 20.2 (68.4)     | 15.4 (59.7)     | 22.4 (72.3)     |
| 일평균 최저 기온 °C (°F)                                      | 10.6 (51.1)     | 12.5 (54.5)     | 15.5 (59.9)     | 19.6 (67.3)     | 23.1 (73.6)     | 25.1 (77.2)     | 25.8 (78.4)     | 25.5 (77.9)     | 24.2 (75.6)     | 20.9 (69.6)     | 16.7 (62.1)     | 11.9 (53.4)     | 19.3 (66.7)     |
| 역대 최저 기온 °C (°F)                                        | 0.1 (32.2)      | 1.3 (34.3)      | 3.2 (37.8)      | 7.7 (45.9)      | 14.6 (58.3)     | 18.8 (65.8)     | 21.6 (70.9)     | 20.9 (69.6)     | 15.5 (59.9)     | 9.5 (49.1)      | 4.9 (40.8)      | 0.0 (32.0)      | 0.0 (32.0)      |
| 평균 강수량 mm (인치)                                         | 51.1 (2.01)     | 56.1 (2.21)     | 101.0 (3.98)    | 193.8 (7.63)    | 329.0 (12.95)   | 364.9 (14.37)   | 242.6 (9.55)    | 270.3 (10.64)   | 203.2 (8.00)    | 67.3 (2.65)     | 37.4 (1.47)     | 33.4 (1.31)     | 1,950.1 (76.77) |
| 평균 강수일수 (≥ 0.1 mm)                                      | 7.2             | 9.4             | 13.8            | 15.3            | 17.4            | 19.4            | 17.0            | 16.8            | 12.0            | 5.7             | 5.7             | 5.7             | 145.4           |
| 평균 상대 습도 (%)                                            | 72              | 76              | 80              | 82              | 81              | 82              | 79              | 80              | 77              | 70              | 69              | 67              | 76              |
| 평균 월간 일조시간                                            | 112.9           | 77.5            | 61.6            | 69.1            | 103.4           | 127.5           | 179.0           | 166.4           | 167.0           | 182.2           | 159.7           | 152.7           | 1,559           |
| 가능 일조율                                                   | 33              | 24              | 17              | 18              | 25              | 32              | 43              | 42              | 46              | 51              | 49              | 46              | 36              |
| 출처: 중국기상국 (평년값: 1991년~2020년, 극값: 1951년~2010년) |                 |                 |                 |                 |                 |                 |                 |                 |                 |                 |                 |                 |                 |

## 행정 구역

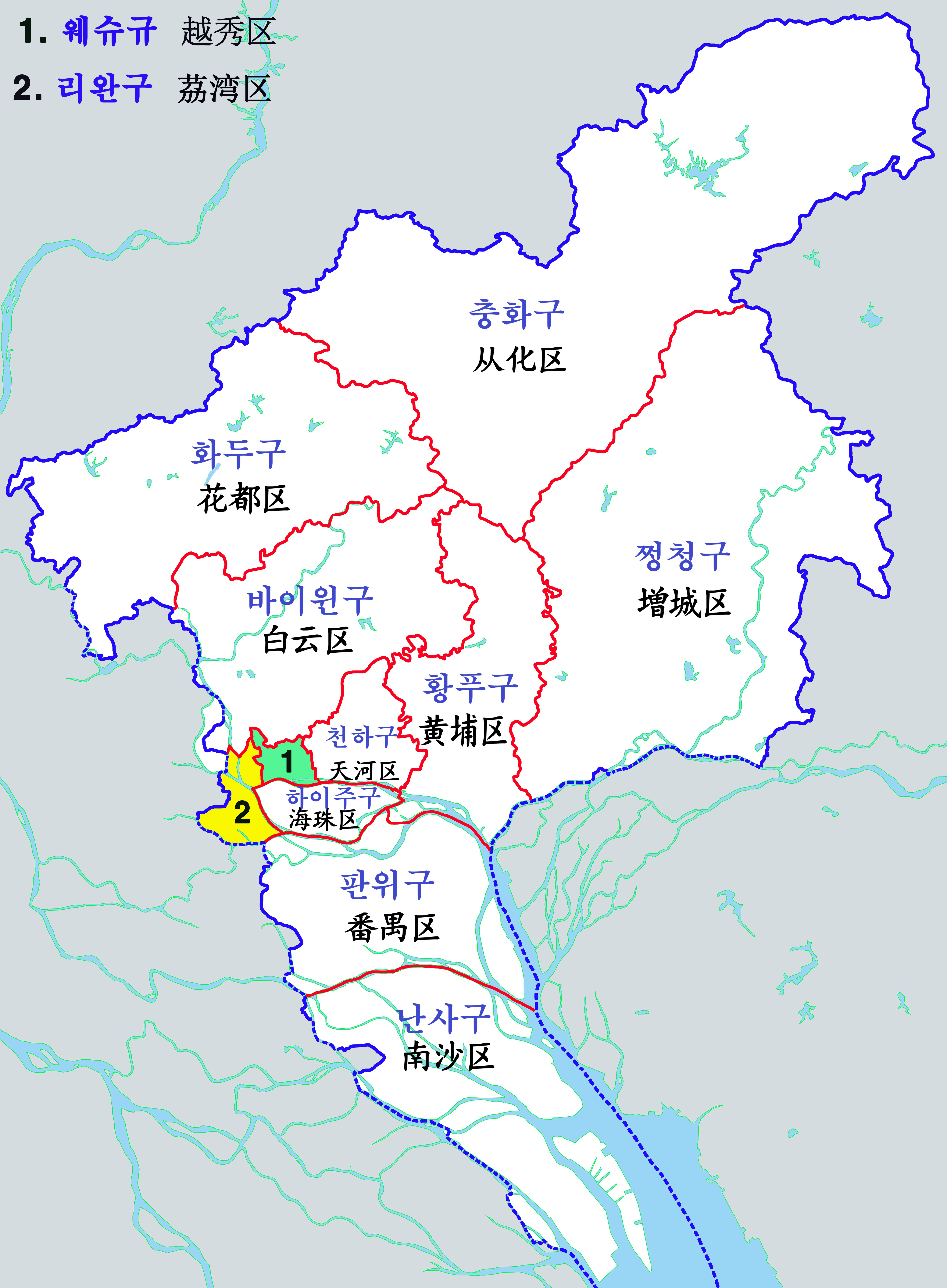
광저우의 현급 행정구역

11개의 시할구를 관할한다.
| 행정구역 | 중국어 | 면적     | 인구    | 구역번호 | 우편번호 | 소재지   | 가도 | 진 |
| -------- | ------ | -------- | ------- | -------- | -------- | -------- | ---- | -- |
| 시할구   |        |          |         |          |          |          |      |    |
| 리완구   | 茘湾区 | 62.4km2  | 112만명 | 440103   | 510145   | 金花街道 | 22   |    |
| 웨슈구   | 越秀区 | 33.8km2  | 104만명 | 440104   | 510030   | 广卫街道 | 22   |    |
| 하이주구 | 海珠区 | 90.4km2  | 182만명 | 440105   | 510220   | 海幢街道 | 18   |    |
| 톈허구   | 天河区 | 137.9km2 | 223만명 | 440106   | 510630   | 天园街道 | 21   |    |
| 바이윈구 | 白云区 | 795.8km2 | 369만명 | 440111   | 510080   | 景泰街道 | 14   | 4  |
| 황푸구   | 黄埔区 | 484km2   | 119만명 | 440112   | 510700   | 大沙街道 | 9    |    |
| 판위구   | 番禺区 | 770km2   | 281만명 | 440113   | 511400   | 市桥街道 | 11   | 8  |
| 화두구   | 花都区 | 969km2   | 170만명 | 440114   | 510800   | 新华街道 | 1    | 7  |
| 난사구   | 南沙区 | 803km2   | 90만명  | 440115   | 511400   | 黄阁镇   | 1    | 3  |
| 쩡청구   | 増城区 | 1,614km2 | 152만명 | 440183   | 511300   | 茘城街道 | 3    | 6  |
| 충화구   | 从化区 | 1,985km2 | 65만명  | 440184   | 510900   | 街口街道 | 3    | 5  |

## 경제
광저우는 주강 삼각주의 주요 제조업 중심이자 중화인민공화국의 선도적인 상업, 제조업 지역 중 하나이다. 2008년 GDP는 8,215억 8,000만 위안(1,203억 달러), 1인당 GDP는 81,233위안(11,894달러)에 달해 중화인민공화국의 659개 도시 중 6위를 차지했다.
광교회는 교역국에 의해 매년 4월과 10월에 개최된다. 1957년에 시작된 이 박람회는 도시의 주요 행사이다. 104회부터 류화 전시장은 광교회 개최지로 사용되지 않게 되었다. 모든 부스는 파저우 전시장으로 옮겨졌다.

## 교통

### 공항

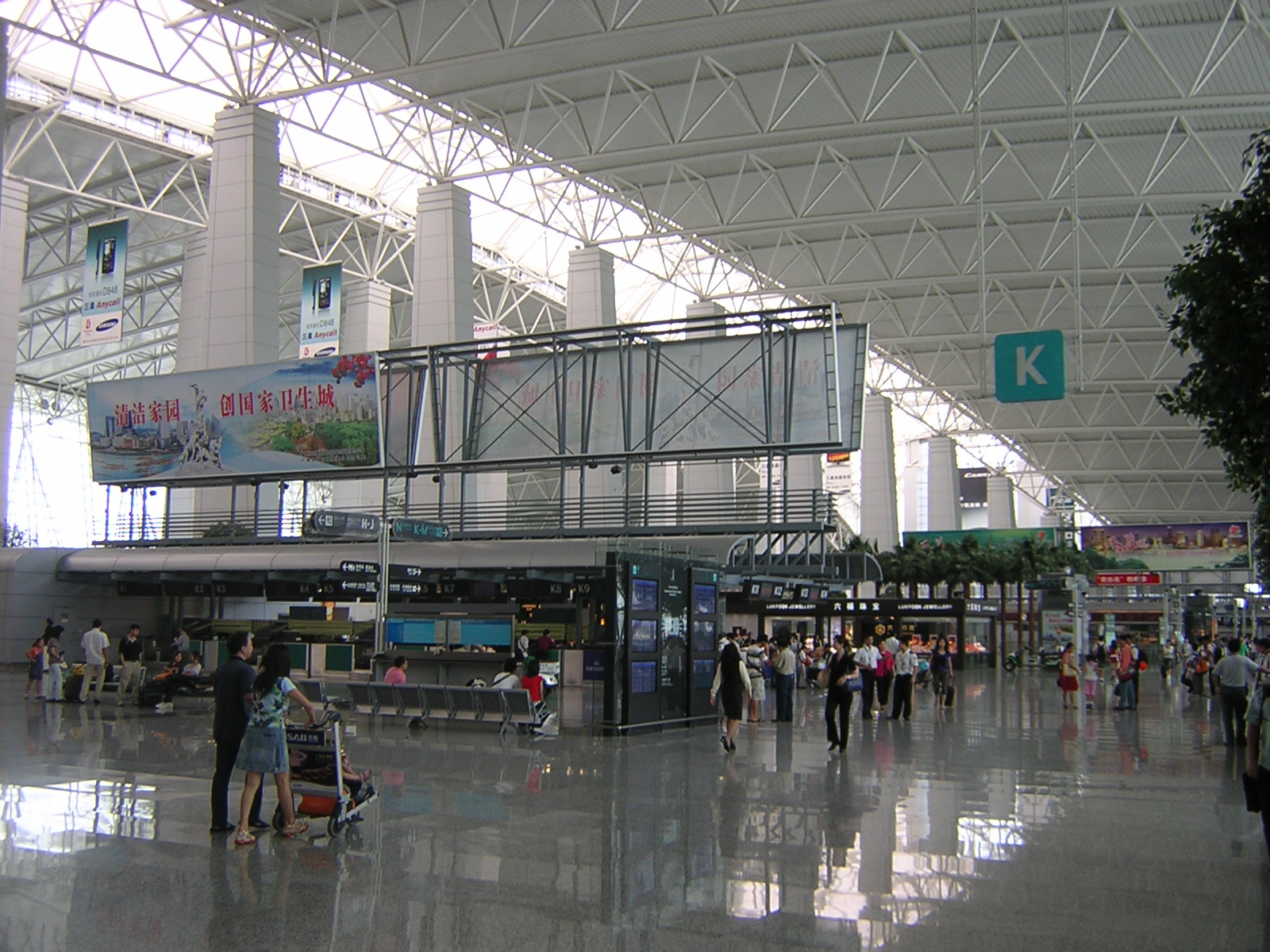
광저우 바이윈 국제공항

2004년 8월 5일 개항했으며, 중화인민공화국 내에서 베이징 수도 국제공항, 상하이 푸둥 국제공항과 함께 3대 공항 중의 하나이다. 민항총국(CAAC)의 중남부 관리국이 있고, 중국남방항공과 심천항공이 이 공항을 허브 공항으로 이용하고 있다. 또한 2009년 2월부터는 항공화물 업체인 페덱스 익스프레스가 아시아 지역의 허브 기능을 필리핀의 수빅 베이 국제공항에서 이전하였다. 총 면적은 현재 1,500만m2. 운영은 광저우 바이윈 국제공항 지역 근무복무 유한공사(GAHCO)가 하고 있다.
광저우 시 화두 구 신화진(新华街道)과 바이윈 구 렌화진(人和镇)의 경계에 위치해 있으며, 도심에서 28 km 거리에 있다. 고속도로(광저우 지창 고속공로)를 통해 있어 교통은 비교적 편리하다. 그러나 중화인민공화국의 여느 대도시와 마찬가지로 폭발적인 교통량 증가로 교통 체증이 점점 심해져서 공항으로 갈 때는 시간에 유의해야 한다.

### 철도
- 광저우 시 최대의 역인 광저우 역, 광저우 동역, 광저우 남역이 있다. 광저우 역의 하루 평균 이용객 수는 약 78만 명이며 춘절과 같은 성수기 때는 약 200만명이 된다고 한다. 광저우 역은 베이징과 상하이, 내륙 방면 등의 장거리 노선이 많으며 지하철도 많은 광저우 동역에서는 홍콩이나 선전 등 단거리 노선도 많다. 광저우 남역에서는 선전, 마카오 등의 노선이 운영되고 있다.

### 지하철

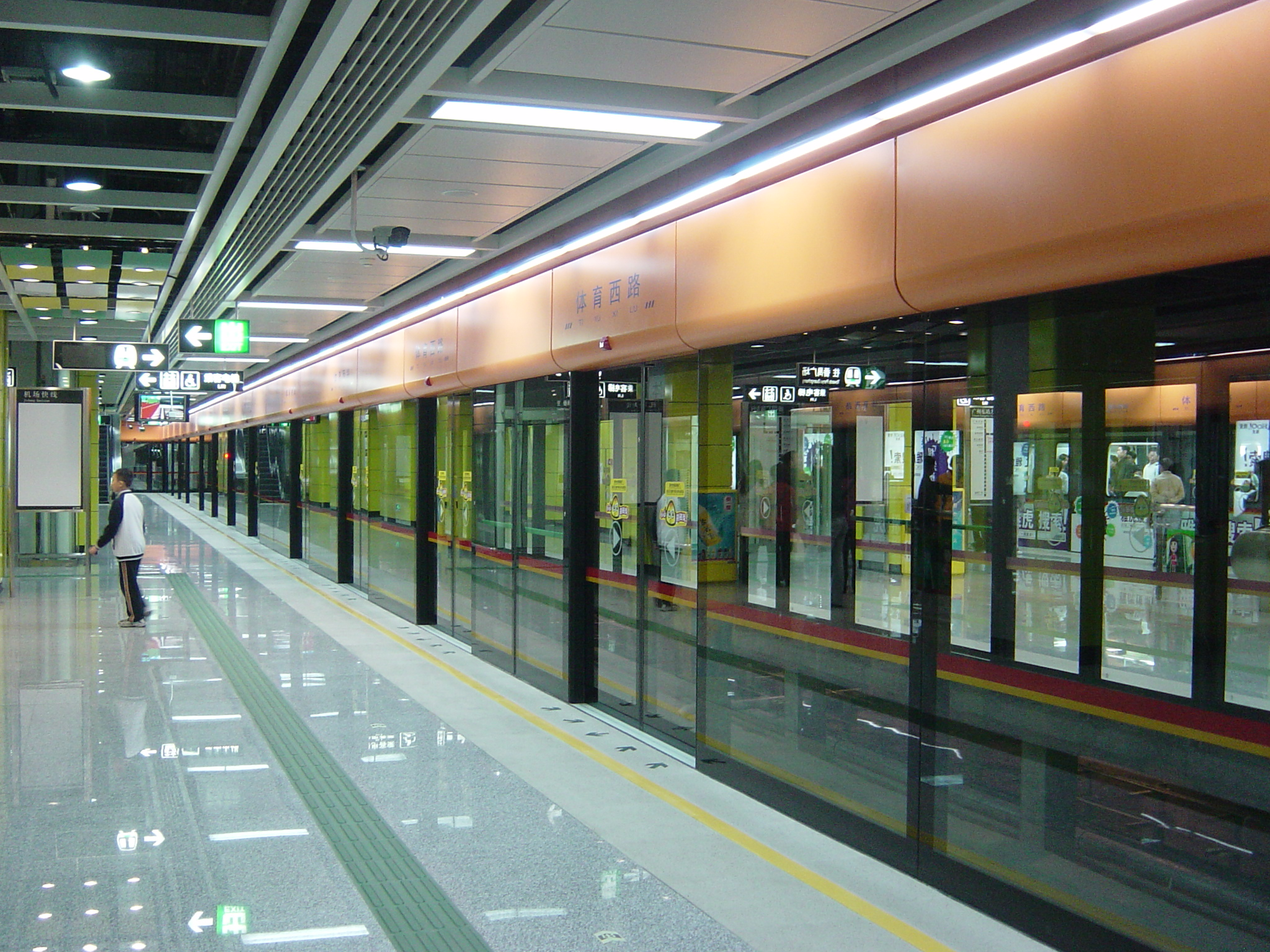
광저우 바이윈 국제공항과 연결된 3호선

1997년 6월 28일 중화인민공화국에서 네 번째로 개통된 지하철로 광저우에는 1호선, 2호선, 3호선, 4호선의 4개의 지하철 노선이 있었다. 2010년 11월 12일 개막되는 아시안 게임을 겨냥해서 노선 확장을 진행하였다. 이 중 지하철 3호선은 2010년 10월 30일에 광저우 바이윈 국제공항과 연결하여 연장 개통되었고 최근 2013년 12월 28일에는 광저우 지하철 6호선이 개통되었다.
2014년 6월 17일 현재까지 1호선 ~ 6호선과 8호선이 개통되었으며, 구간 확장 공사가 진행 중이다. 2020년까지 총 16개 노선, 주행 거리 약 677km의 지하철 노선의 건설이 계획되어 있으며 리니어 지하철의 조달도 예정되어 있다. 톈허 구의 중심 업무 지구(CBD)인 주장신청에는 주장신청 자동운송 체계(APM)가 운행을 한다.
- 광저우 지하철 1호선 (18.4 km)
- 광저우 지하철 2호선 (31.8 km)
- 광저우 지하철 3호선 (74.9 km)
- 광저우 지하철 4호선 (56.2 km)
- 광저우 지하철 5호선 (41.7 km)
- 광저우 지하철 6호선 (42.0 km)
- 광저우 지하철 7호선 (54.2 km)
- 광저우 지하철 8호선 (33.9 km)
- 광저우 지하철 9호신 (20.1 km)
- 광저우 지하철 13호신 (28.3 km)
- 광저우 지하철 14호신 (76.3 km)
- 광저우 지하철 18호신 (58.7 km)
- 광저우 지하철 21호선 (60.5 km)
- 광저우 지허철 22호선 (18.2 km)
- 주장신청 자동운송 체계 (3.9 km)
- 하이주 T1호선
- 황푸 T1호선
- 황푸 T2호선

## 문화

### 언어
광둥어의 중심지이지만 표준 중국어인 베이징관화도 통용된다. 국내 다른 지역과 마찬가지로 간체자를 사용하지만, 홍콩의 영향을 받아 일부 정체자를 사용하려고 하는 경향이 강하다. 최근 광동어로 말하는 지역 주민 사이에서 표준어에 대한 반발이 확산되고 있으며 1997년 중화인민공화국에 주권이 이양된 이후 중국 공산당에 의해 급속히 베이징관화를 써야하는 홍콩에서도 같은 반발이 일어나고 있다.
2010년 7월 25일에는 광둥어 옹호를 요구하는 항의 집회가 열렸고, 광둥어로 말하는 지역 주민 2,000여명이 참가, 8월 1일 광저우와 홍콩에서 거의 동시에 광동어 옹호를 요구하는 주민 시위를 모두 공안과 홍콩 경무처에서 강제로 해산시켰다.

### 연극

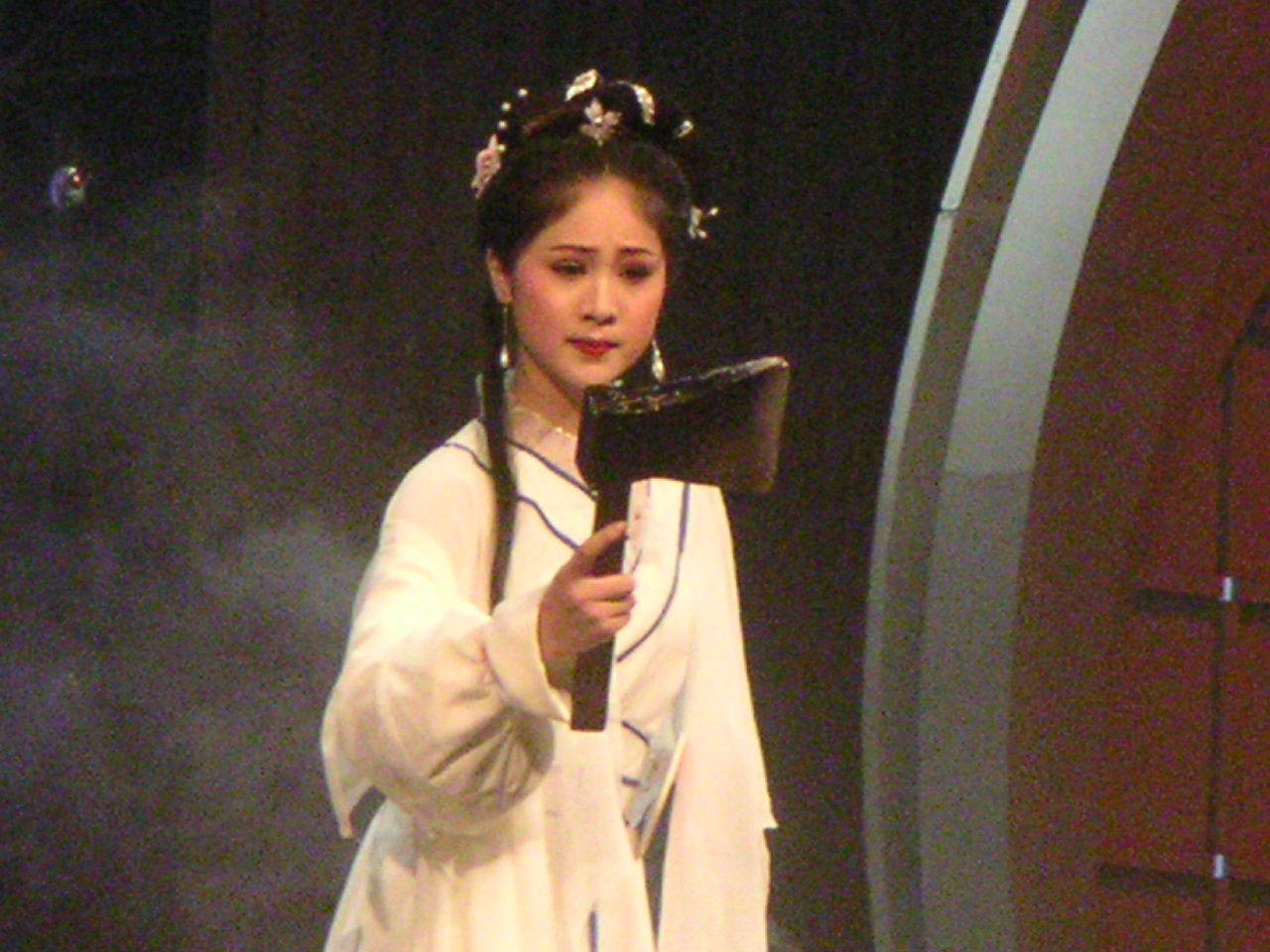
월극 연기

광저우는 전통극인 "월극"(粤剧)으로도 유명하다. 월극은 중국 대륙의 강남지역에서 유행되고 있는 지방극으로, 중국 대륙 남부의 절강 성 농촌에서 뿌리를 두고 있다. 경극, 곤극, 천극과 더불어 4대 전통극 중 전통이 가장 짧아 2006년 100주년 행사를 벌였다. 기존의 전통극이 남성 배우들의 전용 출연의 벽을 깨고, 1920년 경 상하이에 입성하여 서구 연극과 영화 등의 장르적 특성을 수입해 월극화시켰다. 여성 배우들을 출연시켜 섬세한 감정 처리에서도 두각을 보였다.

### 요리

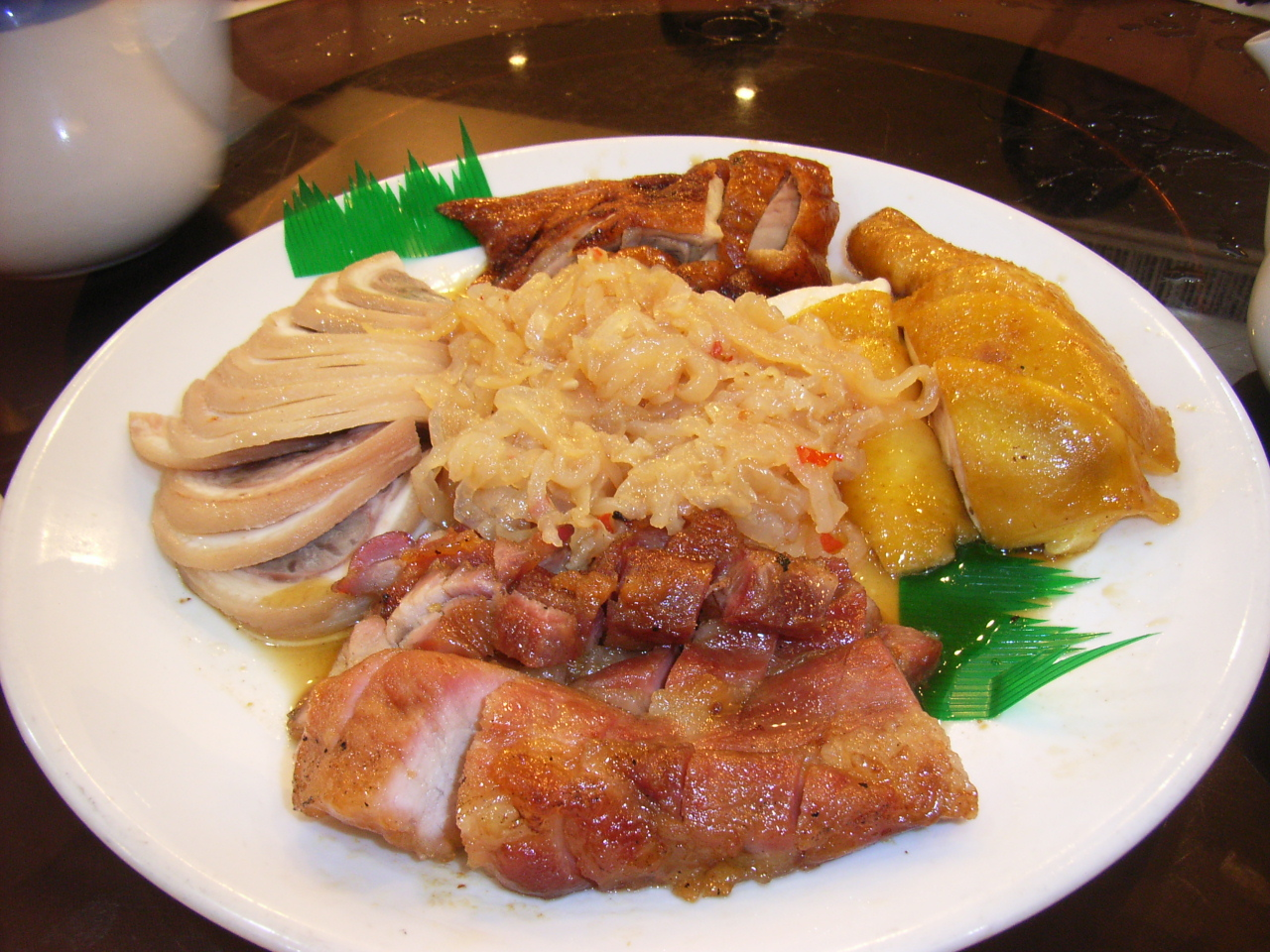
시우마이

광둥 요리(广东 料理)란 중국 대륙의 동남부에 있는 광둥성, 푸젠성, 광시 좡족 자치구 등지외에도 홍콩, 마카오에서 주로 먹는 요리를 말한다. 이 지역 자체가 백월(百粤)의 지역이었기 때문에, ‘위에차이’(粤菜)라고도 한다. 이 지역은 바다를 끼고, 비교적 온난한 아열대성 기후를 가지고 있어 다양한 해산물과 과일을 비롯한 다양한 식재료가 있는 것이 광둥요리의 특징이다.
광둥지역은 제일 먼저 포르투갈을 시작으로 후에는 청나라 말기 아편전쟁에 의해 영국과 프랑스 등 중국에서 서양열강에 의해 가장 빨리 개방된 지역 중의 하나이다. 그 중심이 되는 광저우는 일찍부터 외국과의 교류가 활발했던 곳으로, 광둥요리는 그 명성이 일찍부터 국제적으로 알려지게 되었다. 우리에게도 친숙한 음식 중 잡채, 탕수육, 팔보채과 샥스핀 요리, 딤섬과 같은 음식들은 모두 광둥요리에서부터 시작된 것이다. 유명한 요리로는 시닝지(西柠鸡), 자오즈지(炸子鸡), 완톤면(云吞麵) 등이 있다.

## 스포츠

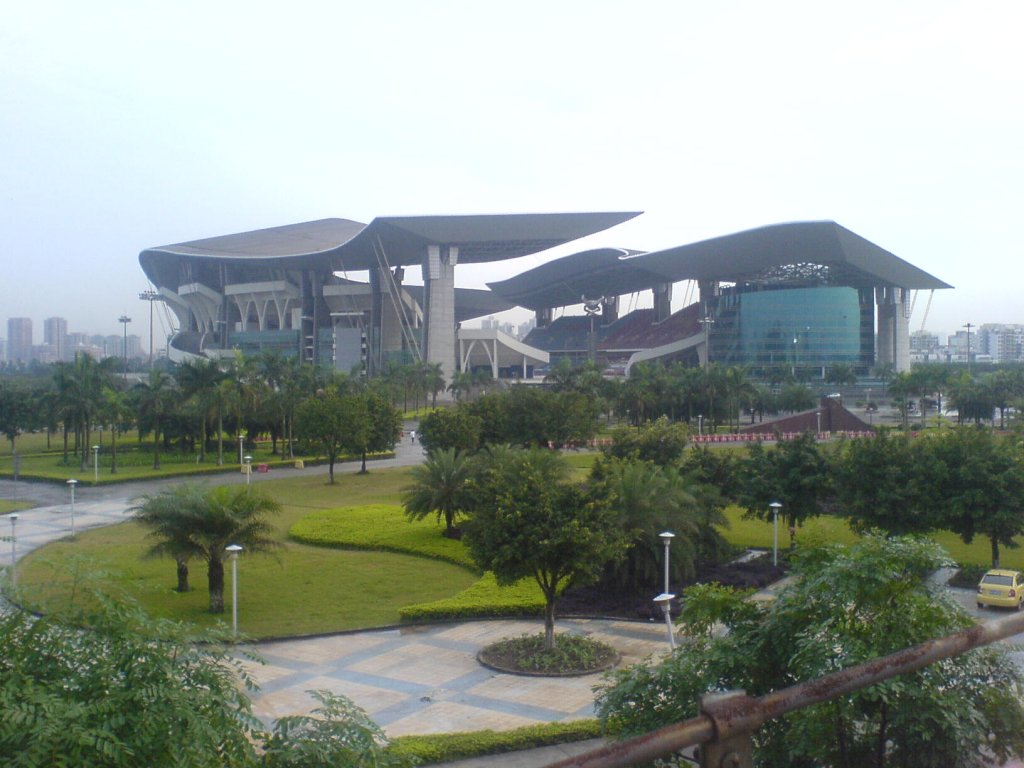
광둥 올림픽 경기장

광저우는 2010년 11월 12일부터 27일까지 2010년 아시안 게임을 개최하는 도시이다. 광저우가 주최한 주요 스포츠 행사로는 다음과 같은 것들이 있다.
- 1987년 제6회 전국 스포츠 회의
- 1991년 제1회 FIFA 여자 월드컵
- 2001년 제9회 전국 스포츠 회의
- 2002년 U-14 동아시아 선수권대회
- 2007년 제7회 전국 전통 스포츠 회의
- 2008년 제49회 세계 탁구 선수권
- 2013년 AFC 챔피언스리그 2013 결승전

현재 광저우를 연고로 하는 프로 스포츠 팀은 다음과 같다.
| 스포츠 | 리그                | 등급 | 팀                                               | 경기장             |
| ------ | ------------------- | ---- | ------------------------------------------------ | ------------------ |
| 축구   | 중국 슈퍼리그       | 1부  | 광저우 헝다 타오바오 广州恒大淘宝足球俱乐部      | 톈허 체육장        |
| 축구   | 중국 슈퍼리그       | 1부  | 광저우 푸리 广州富力足球俱乐部                   | 웨슈산 체육장      |
| 축구   | 중국 축구 갑급 리그 | 2부  | 광둥 르즈취안 广东日之泉足球俱乐部               | 광둥 성 인민체육장 |
| 농구   | 전국 농구 리그      | 2부  | 광저우 자유인 농구 클럽 广州自由人篮球俱乐部     | 톈허 체육장        |
| 농구   | 전국 농구 리그      | 부   | 황푸 공청지씨에 농구 클럽 黄埔工程机械篮球俱乐部 | 황푸 스타디움      |

광저우를 연고로 하는 프로 스포츠 팀 중에서 가장 유명한 클럽은 축구 클럽이 광저우 헝다(广州恒大足球俱乐部) 축구단은 2010년 2월 23일 승부 조작 파문으로 인해 지아 리그로 강등되었다. 이 팀은 2010년 3월 1일에 헝다 그룹에 인수된 이후 3월 25일에 대한민국의 이장수 감독을 영입하였으며 2010년 10월 30일에 후난을 3-1로 꺾고 지아 리그 우승을 차지하였다. 이로써 17승 6무 1패로 다시 슈퍼리그로 승격되었으며
2011, 2012, 2013 슈퍼리그에서 3연패를 했으며 AFC 챔피언스리그 2013에서 우승하였다.

## 인구
| 연도                                                                    | 인구       | ±%     |
| ----------------------------------------------------------------------- | ---------- | ------ |
| 1950                                                                    | 2,567,645  | —      |
| 1960                                                                    | 3,683,104  | +43.4% |
| 1970                                                                    | 4,185,363  | +13.6% |
| 1980                                                                    | 5,018,638  | +19.9% |
| 1990                                                                    | 5,942,534  | +18.4% |
| 2000                                                                    | 9,943,000  | +67.3% |
| 2002                                                                    | 10,106,229 | +1.6%  |
| 2005                                                                    | 9,496,800  | −6.0%  |
| 2006                                                                    | 9,966,600  | +4.9%  |
| 2007                                                                    | 10,530,100 | +5.7%  |
| 2008                                                                    | 11,153,400 | +5.9%  |
| 2009                                                                    | 11,869,700 | +6.4%  |
| 2010                                                                    | 12,701,948 | +7.0%  |
| 2011                                                                    | 12,751,400 | +0.4%  |
| 2012                                                                    | 12,832,900 | +0.6%  |
| 2013                                                                    | 12,926,800 | +0.7%  |
| 2014                                                                    | 13,080,500 | +1.2%  |
| 2018                                                                    | 14,904,400 | +13.9% |
| Population size may be affected by changes to administrative divisions. |            |        |

## 관광

### 공원과 정원
- 바이윈 산 (중국어 간체자: 白云山, 정체자: 白雲山)
- 유에씨우 공원 (중국어 간체자: 越秀公园, 정체자: 越秀公園)
- 광저우 인민광장 (중국어 간체자: 广州人民广场, 정체자: 廣州人民廣場)
- 루후 공원 (중국어 간체자: 麓湖公园, 정체자: 麓湖公園)
- 둥산후 공원 (중국어 간체자: 东山湖公园, 정체자: 東山湖公園)
- 리우화후 공원 (중국어 간체자: 流花湖公园, 정체자: 流花湖公園)
- 리완후 공원 (중국어 간체자: 荔湾湖公园, 정체자: 荔灣湖公園)
- 윈타이 화원 (중국어 간체자: 云台花园, 정체자: 雲臺花園)

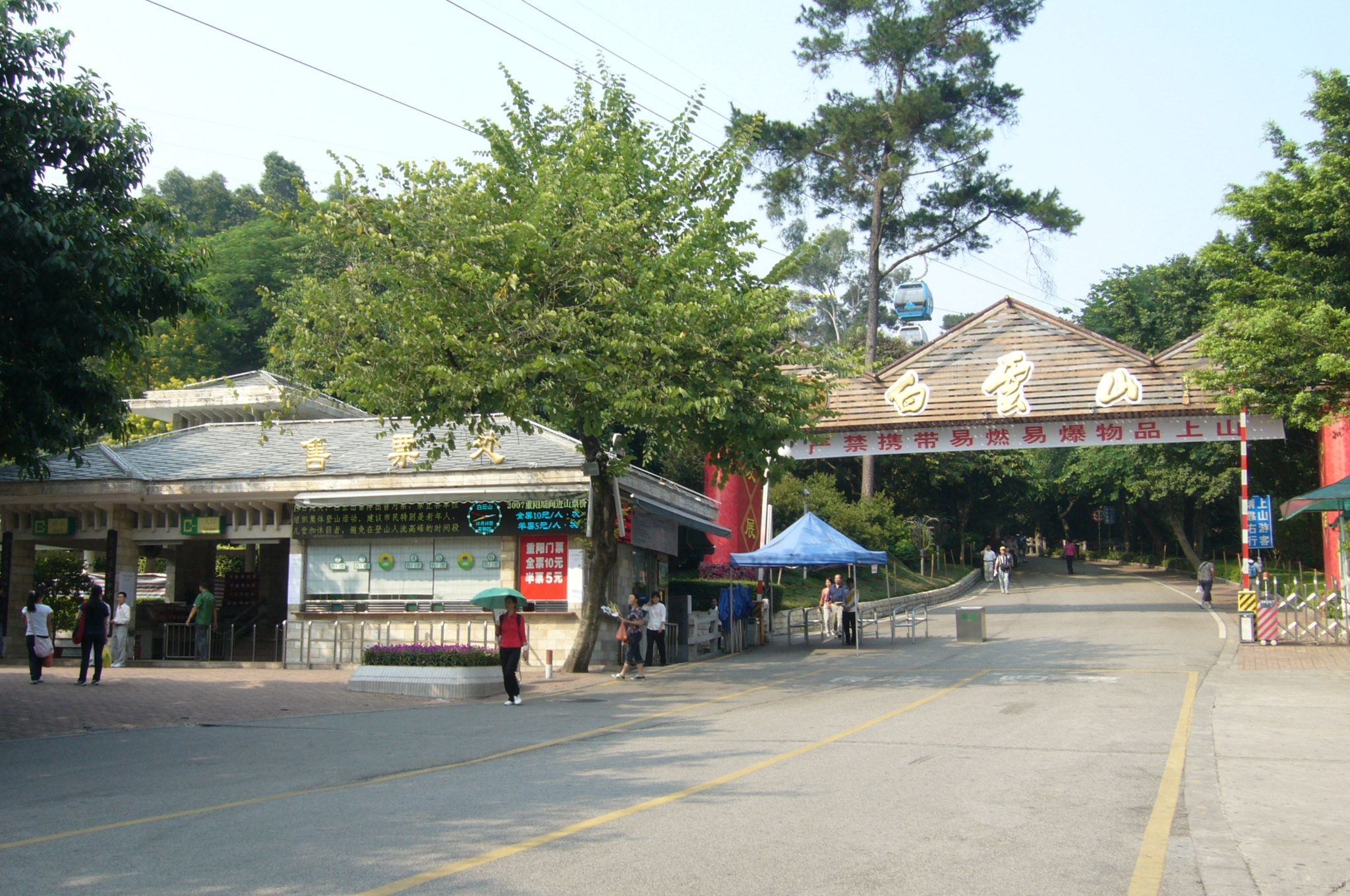
광저우 바이윈 산 입구

- 광저우 열사 공원 (중국어 간체자: 广州起义烈士陵园, 정체자: 廣州起義烈士陵園)
- 주장 공원 (중국어 간체자: 珠江公园, 정체자: 珠江公園)
- 화난 식물원 (중국어 간체자: 华南植物园, 정체자: 華南植物園)

### 명소
광저우는 다습한 아열대 기후이다. 연평균 온도는 21.8도로, 가을은 10월에서 12월까지이며 매우 온화하면서도, 서늘하며 바람이 많이 불기 때문에 여행하기 가장 좋은 때이기도 하다. 광저우에는 많은 볼거리들이 있는데, 다음과 같다.
- 첸시 서원 / 첸쟈 사당 (중국어: 陈氏书院/陈家祠)
- 샤미앤 섬 (沙面岛)
- 광둥성 박물관 (중국어: 广东省博物馆)
- 서한 남월왕 박물관 (중국어 간체자: 西汉南越王博物馆, 정체자: 西漢南越王博物館)
- 시시성신 대성당/석실 (중국어 간체자: 石室圣心大教堂/石室, 정체자: 石室聖心大教堂/石室, Sacred Heart Cathedral)
- 화이성 사 (중국어 간체자: 怀圣寺, 정체자: 懷聖寺) (이슬람 사원)
- 광샤 사 (光孝寺)
- 리우롱 사 (六榕寺)
- 장롱 환락세계 (중국어 간체자: 长隆欢乐世界, 정체자: 長隆歡樂世界)
- 장롱 수상공원 (중국어 간체자: 长隆水上乐园, 정체자: 長隆水上樂園)
- 광저우 농민운동 강습소 (중국어 간체자: 广州市农民运动讲习所, 정체자: 廣州農民運動講習所)
- 광저우 중산 기념당 (中山纪念堂)

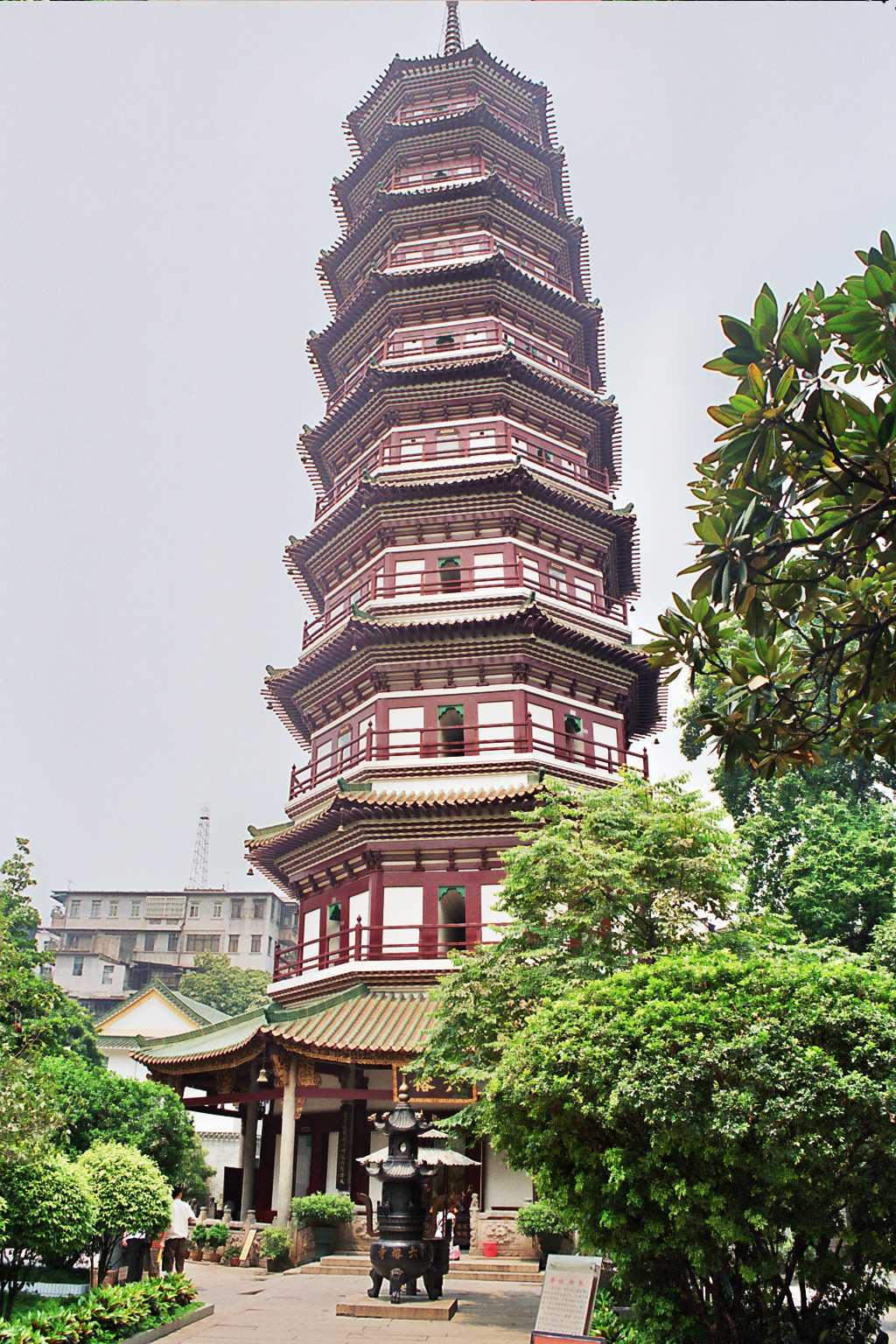
리우롱 사
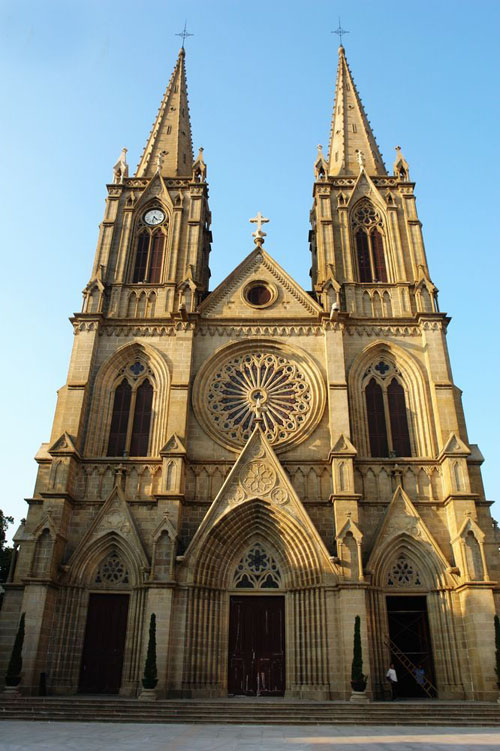
시시성신 대성당
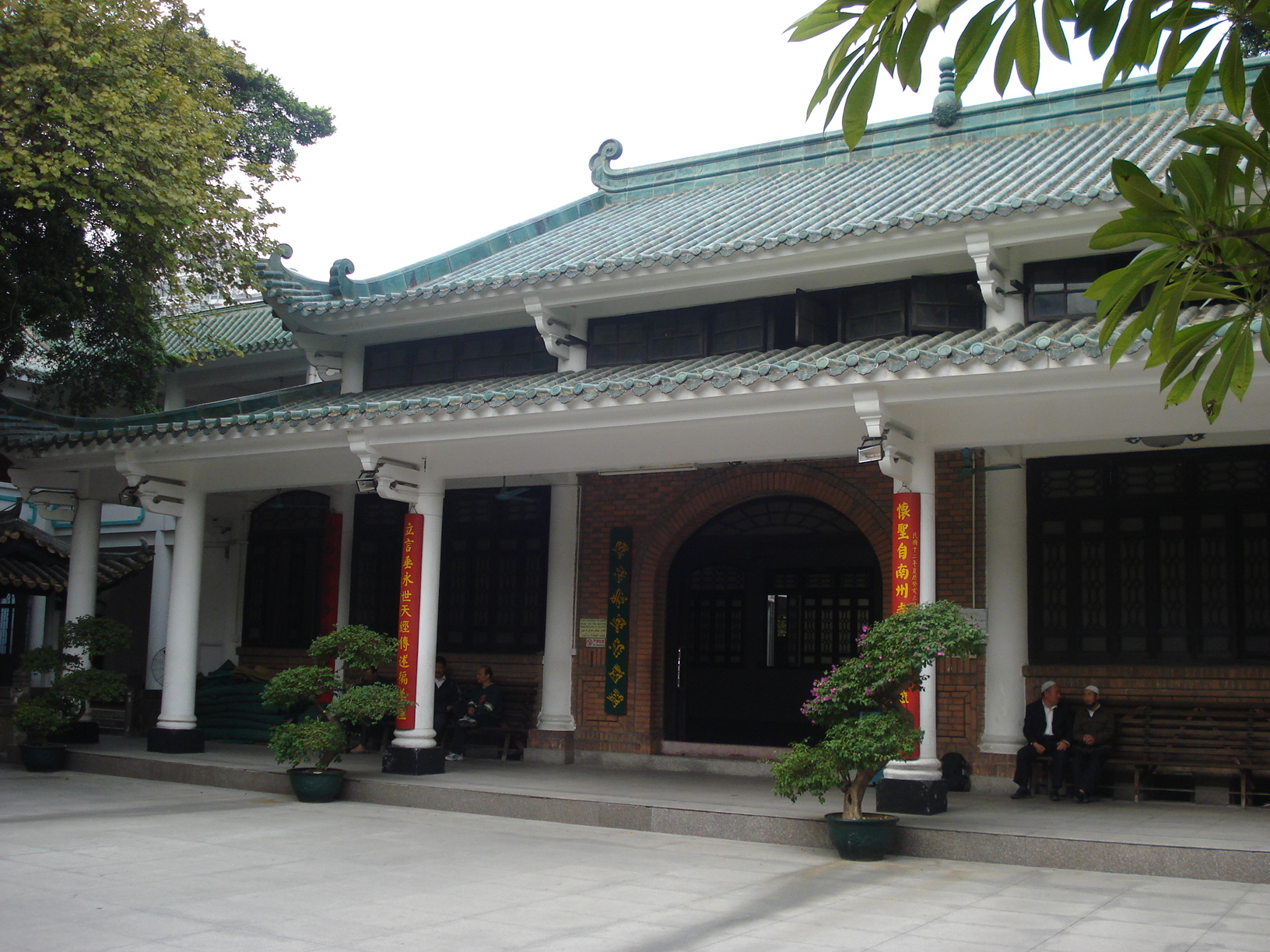
화이성 사 (이슬람 모스크)
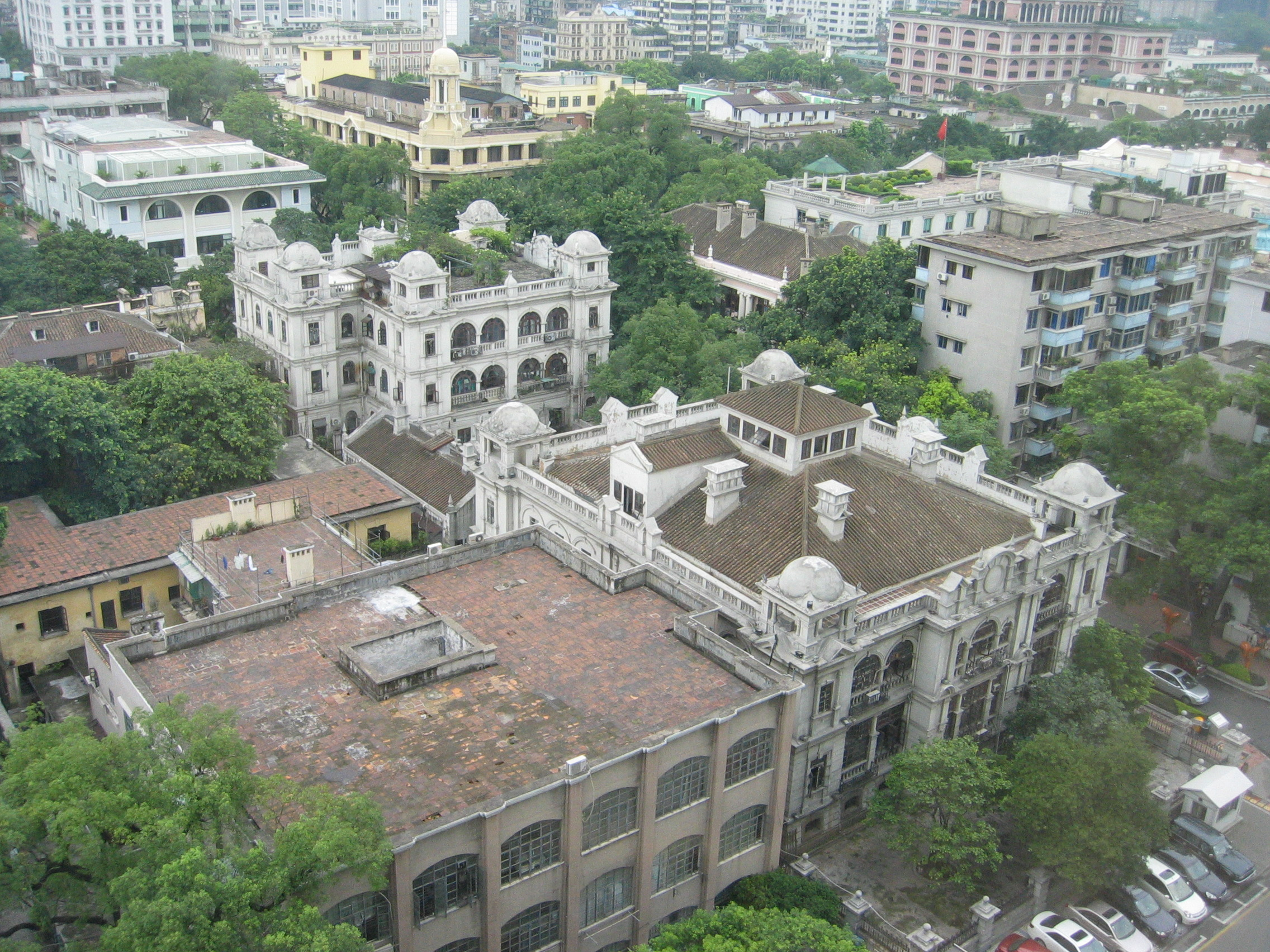
사미앤섬에 있는 서양식 건축물
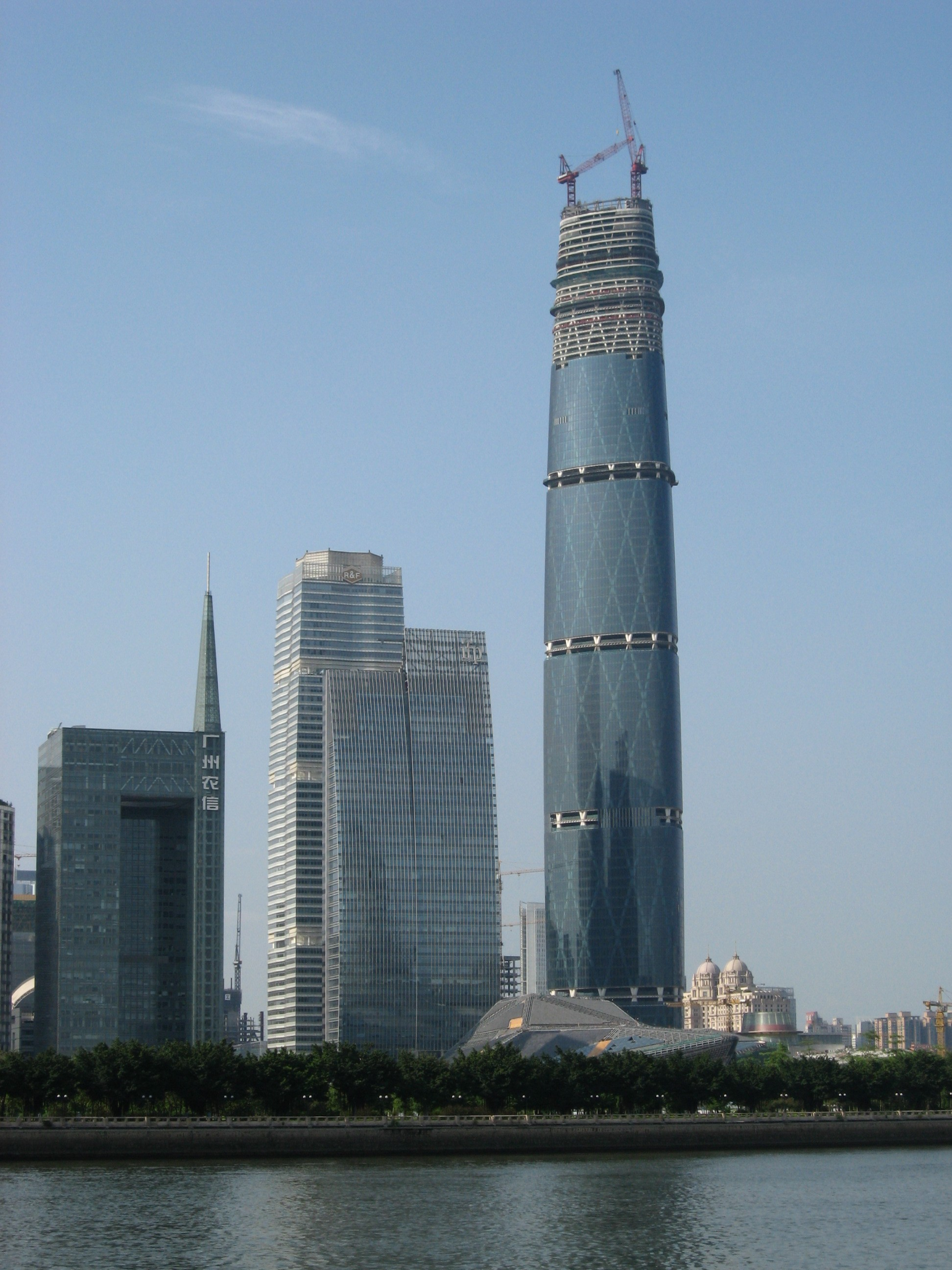
광저우 CBD 탑 (좌측가운데), IFC/웨스트 타워 (오른쪽), 공사 중인 광저우 오페라 하우스 (전면)
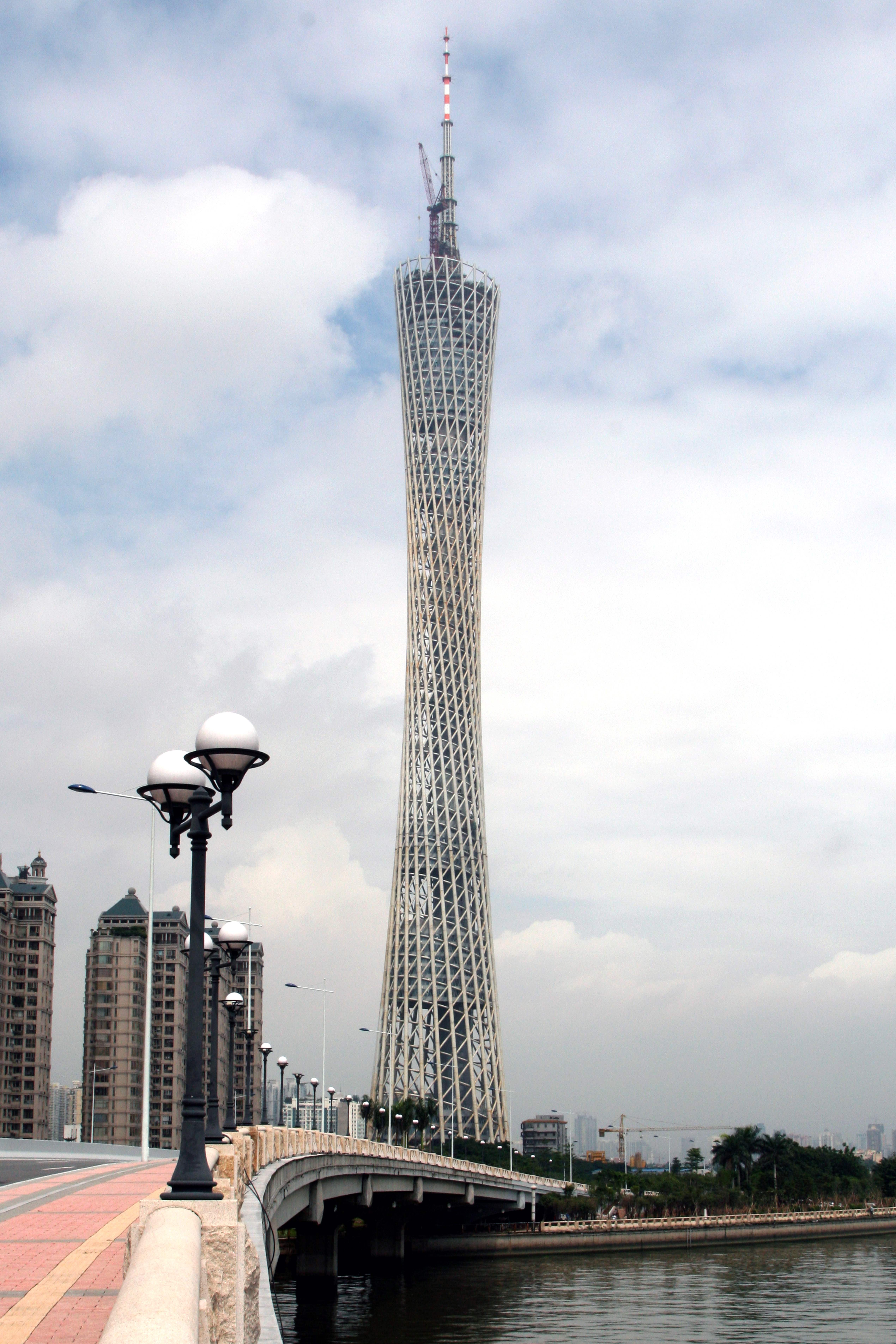
광저우 타워,[8] June 2009
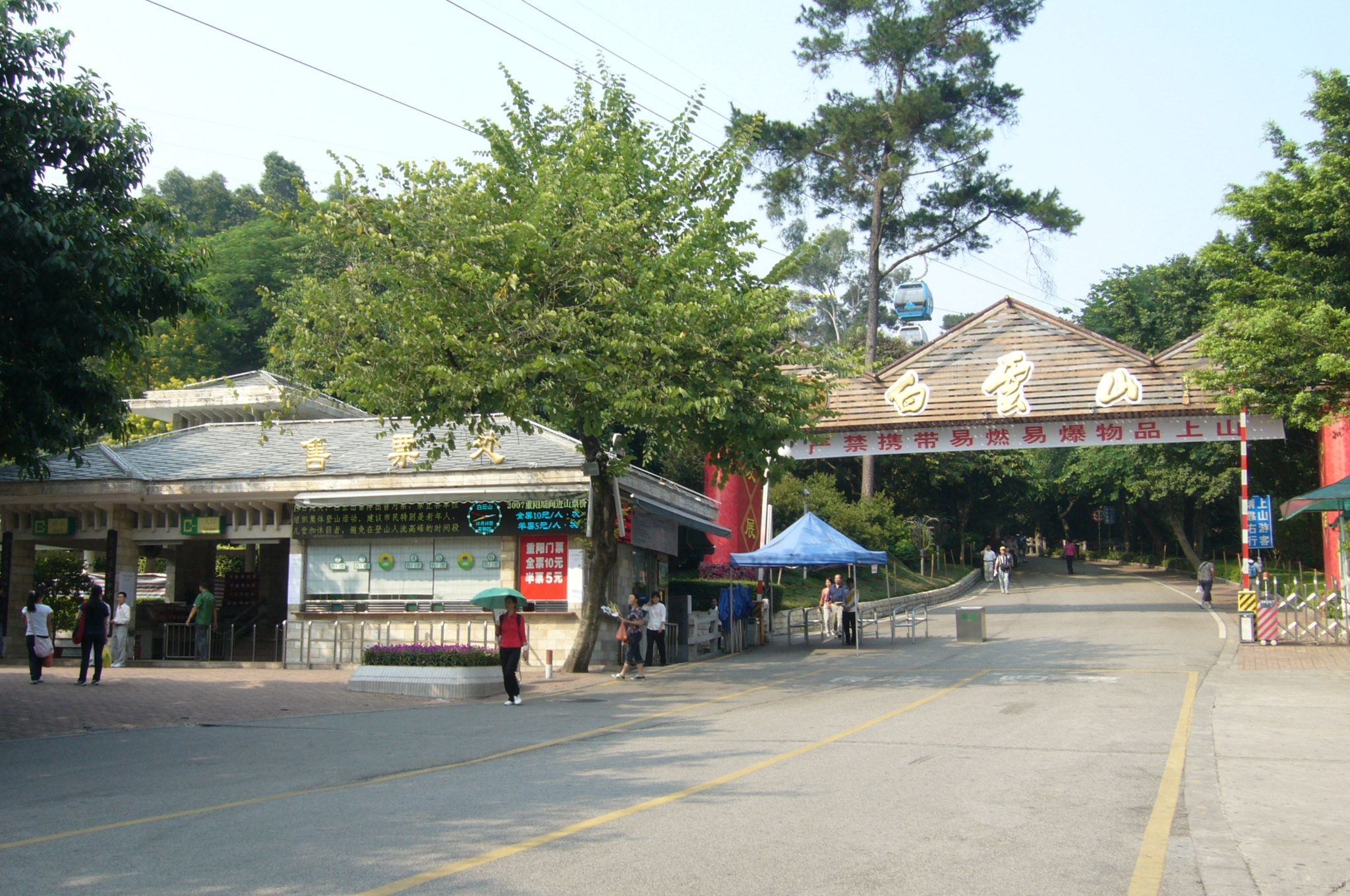
바이윈 산 입구

## 교육

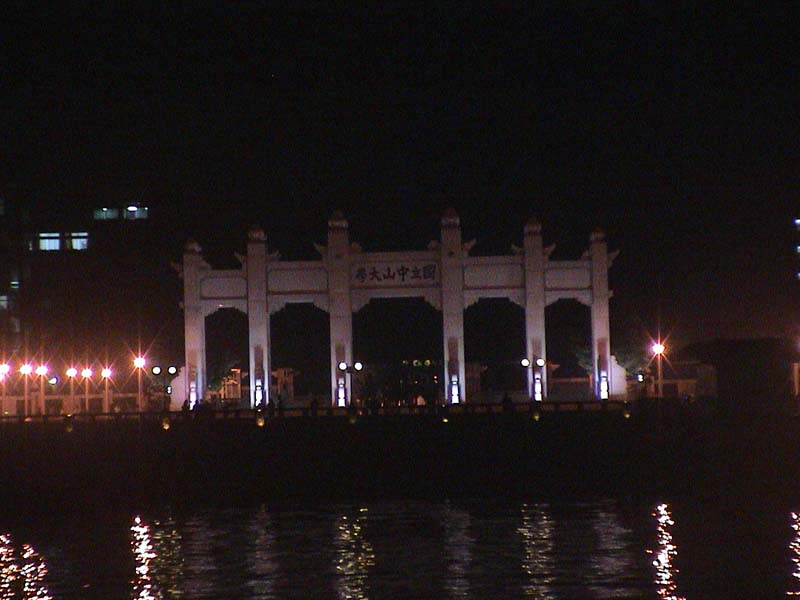
중산대 정문

광저우는 중국 대륙 남부 지역에서 고등고육이 가장 집중된 지역 중의 하나이다. 또한 중국 대륙 남부 지역에서 고등학교가 가장 밀집된 지역 중의 하나이다. 광저우에 있는 고등 교육 기관은 40개소 이상이며, 전국중점대학인 중산 대학(中山大学), 화난이공대학(华南理工大学), 지난대학(暨南大学), 난팡의과대학(南方医科大学), 화난사범대학(华南师范大学), 광둥외국어무역대학(广东外语外贸大学), 화난농업대학(华南农业大学) 등이 있다.

### 대학
- 중산 대학(中山大学) (1924년 설립)
- 난팡의과대학(南方医科大学) (1951년 설립))
- 화난이공대학(华南理工大学)
- 지난대학(暨南大学) (1906년 설립)
- 화난농업대학(华南农业大学) (1909년 설립)
- 광둥외국어무역대학(广东外语外贸大学)
- 광둥공업대학(广东工业大学)
- 광둥약대(广东药学院)
- 광둥중의학대학(广州中医药大学)
- 광둥대학(广州大学)
- 광둥미술대학(广州美术学院)
- 씽하이인러학원(星海音乐学院)
- 광둥기술사범학원(广东技术师范学院)
- 광둥체육학원(广州体育学院)
- 광둥의학원(广州医学院)
- 중카이농업기술학원(仲恺农业技术学院)
- 광중금융학원(广东金融学院)
- 광둥성과학간부학원(广东省科技干部学院)

### 국제학교
국제학교로는 다음과 같은 것들이 있다.
- 광저우 미국 국제학교(American International School of Guangzhou)
- 광저우 영국 국제학교(The British School of Guangzhou)
- 광저우 일본 국제학교(Guangzhou Japanese School)
- 광저우 유탈로이 국제학교(Utahloy International School of Guangzhou)
- 클립포드 국제학교(Clifford International School)
- 광저우 난후 국제학교(Guangzhou Nanhu International School)
- 광저우 프랑스 국제학교(International French School of Canton)

### 출신 가수 겸 배우
크리스

## 자매 도시
| - 대한민국 광주광역시 - 일본 후쿠오카시, 오이타시 - 미국 로스앤젤레스 - 필리핀 마닐라 - 캐나다 밴쿠버 - 이탈리아 바리 | - 아랍에미리트 두바이 - 브라질 레시페 - 말레이시아 코타키나발루 - 인도네시아 수라바야 - 남아프리카공화국 더반 - 뉴질랜드 오클랜드 - 독일 프랑크푸르트 | - 칠레 비나델마르 - 프랑스 리옹 - 영국 브리스톨 - 러시아 예카테린부르크 - 페루 아레퀴파 |

## 같이 보기
- 광동 체제
- 중국의 옛 수도